# 티지우주주

티지우주주

티지우주주(아랍어: ولاية تيزي وزو)는 알제리 북부에 위치한 주로, 주도는 티지우주이며 면적은 3,568km2, 인구는 1,119,646명(2008년 기준)이다.